# Percophidae
Percophidae är en familj av fiskar. Percophidae ingår i ordningen abborrartade fiskar (Perciformes). Enligt Catalogue of Life omfattar familjen Percophidae 47 arter.
Arterna förekommer i Atlanten, Indiska oceanen och södra Stilla havet.
Släkten enligt Catalogue of Life:
- Acanthaphritis
- Bembrops
- Chrionema
- Dactylopsaron
- Enigmapercis
- Hemerocoetes
- Matsubaraea
- Osopsaron
- Percophis
- Pteropsaron
- Squamicreedia